# Ballando con le stelle (diciassettesima edizione)
La diciassettesima edizione di Ballando con le stelle è andata in onda in prima serata su Rai 1 dall'8 ottobre al 23 dicembre 2022. Confermati nella conduzione Milly Carlucci e Paolo Belli, così come tutti i membri della giuria.
L'edizione presenta alcune novità all'interno del cast: fanno il loro ingresso nel programma cinque nuovi maestri di ballo; tra gli opinionisti è confermato solo Alberto Matano, mentre Roberta Bruzzone e Alessandra Mussolini abbandonano il programma per altri impegni professionali; confermata anche Rossella Erra come tribuna del popolo, affiancata quest’anno in tale ruolo da Sara Di Vaira e Simone Di Pasquale, ex maestri del programma, che ottengono anche la possibilità di ripescare una coppia eliminata a testa grazie ad un nuovo meccanismo denominato "salvacondotto".
L'edizione ha anche visto il concorrente Alex Di Giorgio avere come maestro il ballerino Moreno Porcu, andando quindi a formare la terza coppia in gara composta da concorrente ed insegnante dello stesso sesso nella storia del programma dopo Giovanni Ciacci e Raimondo Todaro (che hanno gareggiato insieme nella tredicesima edizione) e Rosalinda Celentano e Tinna Hoffman (che hanno gareggiato insieme nella quindicesima edizione).
Data la concomitanza con il Campionato mondiale di calcio 2022 trasmesso da Rai 1, le puntate del 26 novembre e del 2 dicembre 2022 sono andate in onda eccezionalmente a partire dalle ore 22:10 circa subito dopo le partite serali di quelle giornate.
Il programma è stato affiancato da due spin-off: l'inedito Ballando segreto, trasmesso dal 21 settembre al 22 dicembre 2022 per 28 puntate in streaming su RaiPlay, incentrato su contenuti inediti e di "dietro le quinte" dell'edizione, e la quinta edizione di Ballando on the Road, dal 5 al 26 novembre 2022.
L'edizione è stata vinta dalla coppia formata dalla giornalista e conduttrice Luisella Costamagna e dal ballerino Pasquale La Rocca.

## Cast

### Concorrenti
| VIP                 | Attività                                               | Insegnante         | Stato                |
| ------------------- | ------------------------------------------------------ | ------------------ | -------------------- |
| Luisella Costamagna | Giornalista, autrice e conduttrice                     | Pasquale La Rocca  | Vincitori            |
| Alessandro Egger    | Modello                                                | Tove Villför       | Secondi classificati |
| Ema Stokholma       | Conduttrice radiofonica e televisiva                   | Angelo Madonia     | Terzi classificati   |
| Alex Di Giorgio     | Nuotatore                                              | Moreno Porcu       | Quarti classificati  |
| Rosanna Banfi       | Attrice                                                | Simone Casula      | Quarti classificati  |
| Iva Zanicchi        | Cantante, personaggio televisivo ed ex politica        | Samuel Peron       | Quarti classificati  |
| Gabriel Garko       | Attore ed ex modello                                   | Giada Lini         | Ritirati             |
| Lorenzo Biagiarelli | Chef e personaggio televisivo                          | Anastasia Kuzmina  | Eliminati            |
| Enrico Montesano    | Attore, conduttore televisivo, cantante ed ex politico | Alessandra Tripoli | Espulsi              |
| Paola Barale        | Conduttrice, attrice e showgirl                        | Roly Maden         | Ritirati             |
| Dario Cassini       | Comico, attore e cabarettista                          | Lucrezia Lando     | Eliminati            |
| Giampiero Mughini   | Giornalista, scrittore e personaggio televisivo        | Veera Kinnunen     | Eliminati            |
| Marta Flavi         | Conduttrice televisiva                                 | Simone Arena       | Eliminati            |

### Giuria
- Ivan Zazzaroni
- Fabio Canino
- Carolyn Smith (presidente di giuria)
- Selvaggia Lucarelli
- Guillermo Mariotto

### Opinionista
- Alberto Matano

### Tribuni (giuria popolare)
- Rossella Erra
- Simone Di Pasquale
- Sara Di Vaira

## Tabellone
Legenda
     Salvi
     Conquistano il tesoretto
     Prima coppia in classifica, ottengono bonus per la puntata successiva
     Ultima coppia in classifica, ottengono malus per la puntata successiva
     Salvati dal pubblico allo spareggio
     Ripescati
     Ripescati grazie al "salvacondotto", ottengono malus per la puntata successiva
     Eliminati provvisoriamente
     Eliminati definitivamente
     La coppia si ritira dalla competizione
     La coppia si ritira momentaneamente dalla competizione
     La coppia è espulsa dalla competizione
     Non gareggiano nella puntata
| Concorrente         | Ballerino/a        | Puntate | Puntate | Puntate         | Puntate | Puntate | Puntate | Puntate | Puntate         | Puntate         | Puntate         | Puntate       | Puntate       | Puntate         | Puntate        | Puntate                 | Puntate      | Puntate     | Puntate         |
| Concorrente         | Ballerino/a        | 1ª      | 1ª      | 2ª              | 3ª      | 3ª      | 4ª      | 4ª      | 5ª              | 6ª              | 7ª              | 1ª Semifinale | 1ª Semifinale | 2ª Semifinale   | 2ª Semifinale  | 1ª Finale e Ripescaggio | Finalissima  | Finalissima | Finalissima     |
| ------------------- | ------------------ | ------- | ------- | --------------- | ------- | ------- | ------- | ------- | --------------- | --------------- | --------------- | ------------- | ------------- | --------------- | -------------- | ----------------------- | ------------ | ----------- | --------------- |
| Luisella Costamagna | Pasquale La Rocca  | Salvi   | Salvi   | Salvi           | Salvi   | Salvi   | Salvi   | Salvi   | Salvi           | Ritirati        |                 |               |               |                 |                | Ripescati (68%)         | Salvi (51%)  | Salvi       | Vincitori (57%) |
| Alessandro Egger    | Tove Villför       | Salvi   | Salvi   | Salvi           | Salvi   | Salvi   | Salvi   | Salvi   | Salvi           | Salvi           | Salvi           | Salvi         | Salvi         | Ultimi 3 (50%)  | Ultimi 3 (50%) | Salvi                   | Salvi (58%)  | Salvi       | Secondi (43%)   |
| Ema Stokholma       | Angelo Madonia     | Salvi   | Salvi   | Salvi           | Salvi   | Primi   | Salvi   | Primi   | Salvi           | Salvi           | Salvi           | Salvi         | Primi         | Salvi           | Salvi          | Salvi                   | Salvi (76%)  | Terzi       |                 |
| Alex Di Giorgio     | Moreno Porcu       | Salvi   | Salvi   | Salvi           | Salvi   | Salvi   | Salvi   | Salvi   | Salvi           | Salvi           | Ultimi 3 (37%)  | Salvi         | Primi         | Salvi           | Salvi          | Salvi                   | Quarti (49%) |             |                 |
| Rosanna Banfi       | Simone Casula      | Salvi   | Salvi   | Salvi           | Salvi   | Primi   | Salvi   | Salvi   | Salvi           | Salvi           | Ultimi 3 (36%)  | Salvi         | Salvi         | Eliminati (36%) | Ripescati      | Salvi                   | Quarti (42%) |             |                 |
| Iva Zanicchi        | Samuel Peron       | Salvi   | Primi   | Salvi           | Salvi   | Salvi   | Salvi   | Salvi   | Salvi           | Ultimi 3 (52%)  | Salvi           | Salvi         | Salvi         | Eliminati (14%) | Ripescati      | Salvi                   | Quarti (24%) |             |                 |
| Gabriel Garko       | Giada Lini         | Salvi   | Salvi   | Salvi           | Salvi   | Primi   | Salvi   | Salvi   | Salvi           | Salvi           | Salvi           | Salvi         | Primi         | Salvi           | Salvi          | Salvi                   | Ritirati     |             |                 |
| Lorenzo Biagiarelli | Anastasia Kuzmina  | Salvi   | Salvi   | Salvi           | Salvi   | Salvi   | Salvi   | Salvi   | Ultimi 3 (56%)  | Salvi           | Eliminati (27%) |               |               |                 |                | Eliminati (32%)         |              |             |                 |
| Enrico Montesano    | Alessandra Tripoli | Salvi   | Salvi   | Salvi           | Salvi   | Salvi   | Salvi   | Primi   | Salvi           | Salvi           | Espulsi         |               |               |                 |                |                         |              |             |                 |
| Paola Barale        | Roly Maden         | Salvi   | Salvi   | Salvi           | Salvi   | Salvi   | Ultimi  | Ultimi  | Salvi           | Eliminati (41%) |                 |               |               |                 |                | Ritirati                |              |             |                 |
| Dario Cassini       | Lucrezia Lando     | Ultimi  | Ultimi  | Ultimi 2 (59%)  | Salvi   | Salvi   | Salvi   | Salvi   | Ultimi 3 (26%)  | Eliminati (7%)  |                 |               |               |                 |                | Eliminati               |              |             |                 |
| Giampiero Mughini   | Veera Kinnunen     | Salvi   | Salvi   | Salvi           | Salvi   | Salvi   | Ultimi  | Ultimi  | Eliminati (18%) |                 |                 |               |               |                 |                | Eliminati               |              |             |                 |
| Marta Flavi         | Simone Arena       | Salvi   | Salvi   | Eliminati (41%) |         |         |         |         |                 |                 |                 |               |               |                 |                | Eliminati               |              |             |                 |

## Dettaglio puntate

### Prima puntata
- Data: 8 ottobre 2022
- Ballerina per una notte: Carlotta Mantovan
- Svolgimento: Le coppie si sfidano su un ballo preparato precedentemente per ottenere il punteggio più alto possibile per salvarsi. Al termine della serata viene svelato che non ci sono eliminazioni; la coppia prima in classifica (voto della giuria + votazioni del pubblico tramite i social) guadagna un bonus di 10 punti per la puntata successiva, mentre l’ultima coppia in classifica ottiene un malus di -10 punti da scontare in seconda puntata.

#### Gara di puntata
Legenda:
     La coppia ottiene un bonus di +10 punti per la puntata successiva
     La coppia ottiene un malus di -10 punti per la puntata successiva
| Ordine di uscita | Concorrenti                             | Ballo eseguito | Voto Giuria | Voto Giuria | Voto Giuria | Voto Giuria | Voto Giuria | Punti bonus/malus | Totale punteggio tecnico |
| Ordine di uscita | Concorrenti                             | Ballo eseguito | Zazzaroni   | Canino      | Smith       | Lucarelli   | Mariotto    | Punti bonus/malus | Totale punteggio tecnico |
| ---------------- | --------------------------------------- | -------------- | ----------- | ----------- | ----------- | ----------- | ----------- | ----------------- | ------------------------ |
| 9                | Iva Zanicchi e Samuel Peron             | Charleston     | 6           | 7           | 6           | 0           | 1           | +25 (tesoretto)   | 45                       |
| 11               | Gabriel Garko e Giada Lini              | Valzer         | 8           | 8           | 9           | 7           | 10          |                   | 42                       |
| 6                | Giampiero Mughini e Veera Kinnunen      | Foxtrot        | 6           | 4           | 4           | 3           | 0           | +25 (tesoretto)   | 42                       |
| 10               | Luisella Costamagna e Pasquale La Rocca | Tango          | 8           | 8           | 9           | 7           | 10          |                   | 42                       |
| 13               | Alessandro Egger e Tove Villför         | Quickstep      | 8           | 8           | 9           | 7           | 9           | 41                |                          |
| 7                | Enrico Montesano e Alessandra Tripoli   | Boogie woogie  | 8           | 8           | 7           | 7           | 10          | 40                |                          |
| 12               | Ema Stokholma e Angelo Madonia          | Salsa          | 7           | 7           | 7           | 5           | 8           | 34                |                          |
| 8                | Alex Di Giorgio e Moreno Porcu          | Boogie woogie  | 7           | 7           | 8           | 5           | 6           | 33                |                          |
| 4                | Lorenzo Biagiarelli e Anastasia Kuzmina | Bachata        | 7           | 6           | 8           | 6           | 5           | 32                |                          |
| 5                | Marta Flavi e Simone Arena              | Tango          | 6           | 7           | 6           | 5           | 5           | 29                |                          |
| 2                | Paola Barale e Roly Maden               | Cha cha        | 5           | 5           | 5           | 6           | 7           | 28                |                          |
| 1                | Rosanna Banfi e Simone Casula           | Charleston     | 6           | 5           | 5           | 4           | 2           | 22                |                          |
| 3                | Dario Cassini e Lucrezia Lando          | Charleston     | 5           | 5           | 5           | 4           | 3           | 22                |                          |

### Seconda puntata
- Data: 15 ottobre 2022
- Ballerino per una notte: Massimiliano Gallo
- Svolgimento: Le coppie si sfidano su un ballo preparato precedentemente per ottenere il punteggio più alto possibile per salvarsi. Al termine della serata ci sarà un'eliminazione, sulla base dello spareggio tra le due coppie ultime in classifica (voto della giuria + votazioni del pubblico tramite i social).

#### Gara di puntata
| Ordine di uscita | Concorrenti                             | Ballo eseguito | Voto Giuria | Voto Giuria | Voto Giuria | Voto Giuria | Voto Giuria | Punti bonus/malus | Totale punteggio tecnico |
| Ordine di uscita | Concorrenti                             | Ballo eseguito | Zazzaroni   | Canino      | Smith       | Lucarelli   | Mariotto    | Punti bonus/malus | Totale punteggio tecnico |
| ---------------- | --------------------------------------- | -------------- | ----------- | ----------- | ----------- | ----------- | ----------- | ----------------- | ------------------------ |
| 4                | Giampiero Mughini e Veera Kinnunen      | Valzer         | 10          | 5           | 4           | 1           | 10          | +30 (tesoretto)   | 60                       |
| 11               | Gabriel Garko e Giada Lini              | Jive           | 10          | 9           | 10          | 8           | 10          | –                 | 47                       |
| 13               | Alex Di Giorgio e Moreno Porcu          | Contemporaneo  | 9           | 10          | 10          | 7           | 8           | –                 | 44                       |
| 12               | Alessandro Egger e Tove Villför         | Tango          | 8           | 9           | 10          | 7           | 9           | –                 | 43                       |
| 6                | Ema Stokholma e Angelo Madonia          | Bachata        | 9           | 8           | 8           | 7           | 9           | –                 | 41                       |
| 8                | Luisella Costamagna e Pasquale La Rocca | Moderno        | 8           | 9           | 7           | 6           | 7           | –                 | 37                       |
| 10               | Rosanna Banfi e Simone Casula           | Samba          | 7           | 7           | 7           | 8           | 7           | –                 | 36                       |
| 7                | Enrico Montesano e Alessandra Tripoli   | Samba          | 7           | 7           | 5           | 6           | 8           | –                 | 33                       |
| 5                | Lorenzo Biagiarelli e Anastasia Kuzmina | Boogie woogie  | 7           | 6           | 6           | 7           | 6           | –                 | 32                       |
| 2                | Paola Barale e Roly Maden               | Bachata        | 7           | 6           | 5           | 5           | 8           | –                 | 31                       |
| 9                | Iva Zanicchi e Samuel Peron             | Salsa          | 6           | 7           | 5           | 1           | 2           | +10 (bonus)       | 31                       |
| 1                | Marta Flavi e Simone Arena              | Boogie woogie  | 5           | 5           | 2           | 4           | 0           | –                 | 16                       |
| 3                | Dario Cassini e Lucrezia Lando          | Boogie woogie  | 5           | 4           | 3           | 3           | 3           | -10 (malus)       | 8                        |

#### Spareggio
Si svolge lo spareggio tra le due coppie ultime in classifica (voto giuria + votazioni del pubblico tramite i social). La coppia meno votata sarà eliminata provvisoriamente e andrà al ripescaggio che si svolgerà nelle prossime puntate. 
| Ordine di uscita | Concorrenti                    | Ballo eseguito | Voto del pubblico | Esito                      |
| ---------------- | ------------------------------ | -------------- | ----------------- | -------------------------- |
| 1                | Dario Cassini e Lucrezia Lando | Merengue       | 59%               | Salvi                      |
| 2                | Marta Flavi e Simone Arena     | Salsa          | 41%               | Eliminati provvisoriamente |

### Terza puntata
- Data: 22 ottobre 2022
- Ballerini per una notte: Simona Izzo con Ricky Tognazzi
- Svolgimento: Le coppie si sfidano su un ballo preparato precedentemente per ottenere il punteggio più alto possibile per salvarsi. Al termine della serata viene svelato che non ci sono eliminazioni; le tre coppie prime in classifica (voto della giuria + votazioni del pubblico tramite i social) guadagnano un bonus di 10 punti per la puntata successiva.

#### Gara di puntata
Legenda:
     La coppia ottiene un bonus di +10 punti per la puntata successiva
| Ordine di uscita | Concorrenti                             | Ballo eseguito | Voto Giuria | Voto Giuria | Voto Giuria | Voto Giuria | Voto Giuria | Punti bonus/malus | Totale punteggio tecnico |
| Ordine di uscita | Concorrenti                             | Ballo eseguito | Zazzaroni   | Canino      | Smith       | Lucarelli   | Mariotto    | Punti bonus/malus | Totale punteggio tecnico |
| ---------------- | --------------------------------------- | -------------- | ----------- | ----------- | ----------- | ----------- | ----------- | ----------------- | ------------------------ |
| 7                | Paola Barale e Roly Maden               | Paso doble     | 6           | 8           | 5           | 5           | 4           | +24 (tesoretto)   | 52                       |
| 1                | Dario Cassini e Lucrezia Lando          | Tango          | 6           | 7           | 4           | 4           | 5           | +24 (tesoretto)   | 50                       |
| 4                | Rosanna Banfi e Simone Casula           | Contemporaneo  | 10          | 10          | 10          | 8           | 10          | –                 | 48                       |
| 9                | Enrico Montesano e Alessandra Tripoli   | Valzer         | 10          | 10          | 9           | 8           | 10          | –                 | 47                       |
| 12               | Gabriel Garko e Giada Lini              | Rumba          | 9           | 9           | 9           | 9           | 10          | –                 | 46                       |
| 11               | Alessandro Egger e Tove Villför         | Paso doble     | 8           | 8           | 6           | 6           | 8           | –                 | 36                       |
| 10               | Iva Zanicchi e Samuel Peron             | Tango          | 7           | 7           | 5           | 5           | 8           | –                 | 32                       |
| 3                | Lorenzo Biagiarelli e Anastasia Kuzmina | Paso doble     | 7           | 7           | 5           | 7           | 5           | –                 | 31                       |
| 5                | Alex Di Giorgio e Moreno Porcu          | Samba          | 7           | 6           | 6           | 5           | 6           | –                 | 30                       |
| 8                | Ema Stokholma e Angelo Madonia          | Samba          | 7           | 7           | 5           | 6           | 5           | –                 | 30                       |
| 6                | Giampiero Mughini e Veera Kinnunen      | Moderno        | 6           | 4           | 3           | 1           | 0           | –                 | 14                       |
| 2                | Luisella Costamagna e Pasquale La Rocca | Valzer         | 5           | 6           | 2           | 0           | 0           | –                 | 13                       |

### Quarta puntata
- Data: 29 ottobre 2022

- Ballerini per una notte: Paola Perego e Nino Frassica con Maurizio Ferrini[N 2]
- Ospite: Sofia Raffaeli.
- Svolgimento: Le coppie si sfidano su un ballo preparato precedentemente per ottenere il punteggio più alto possibile per salvarsi. Al termine della serata viene svelato che non ci sono eliminazioni; le due coppie prime in classifica (voto della giuria + votazioni del pubblico tramite i social) guadagnano un bonus di 10 punti per la puntata successiva, mentre le ultime due coppie in classifica ottengono un malus di 10 punti, sempre per la puntata successiva.

#### Gara di puntata
Legenda:
     La coppia ottiene un bonus di +10 punti per la puntata successiva
     La coppia ottiene un malus di -10 punti per la puntata successiva
| Ordine di uscita | Concorrenti                             | Ballo eseguito | Voto Giuria | Voto Giuria | Voto Giuria | Voto Giuria | Voto Giuria | Punti bonus/malus | Totale punteggio tecnico |
| Ordine di uscita | Concorrenti                             | Ballo eseguito | Zazzaroni   | Canino      | Smith       | Lucarelli   | Mariotto    | Punti bonus/malus | Totale punteggio tecnico |
| ---------------- | --------------------------------------- | -------------- | ----------- | ----------- | ----------- | ----------- | ----------- | ----------------- | ------------------------ |
| 8                | Enrico Montesano e Alessandra Tripoli   | Cha cha        | 10          | 10          | 10          | 8           | 10          | +30 (tesoretto)   | 78                       |
| 10               | Iva Zanicchi e Samuel Peron             | Boogie woogie  | 6           | 8           | 6           | 3           | 8           | +30 (tesoretto)   | 61                       |
| 9                | Ema Stokholma e Angelo Madonia          | Tango          | 10          | 10          | 10          | 8           | 10          | +10 (bonus)       | 58                       |
| 11               | Gabriel Garko e Giada Lini              | Quickstep      | 10          | 10          | 10          | 9           | 8           | +10 (bonus)       | 57                       |
| 12               | Alessandro Egger e Tove Villför         | Moderno        | 10          | 10          | 10          | 8           | 10          | –                 | 48                       |
| 7                | Alex Di Giorgio e Moreno Porcu          | Tango          | 9           | 10          | 9           | 8           | 10          | –                 | 46                       |
| 2                | Lorenzo Biagiarelli e Anastasia Kuzmina | Jive           | 8           | 8           | 7           | 7           | 9           | –                 | 39                       |
| 1                | Rosanna Banfi e Simone Casula           | Salsa          | 5           | 6           | 4           | 4           | 7           | +10 (bonus)       | 36                       |
| 5                | Paola Barale e Roly Maden               | Samba          | 6           | 6           | 6           | 5           | 8           | –                 | 31                       |
| 4                | Giampiero Mughini e Veera Kinnunen      | Boogie woogie  | 5           | 4           | 3           | 4           | 10          | –                 | 26                       |
| 6                | Luisella Costamagna e Pasquale La Rocca | Bachata        | 5           | 5           | 5           | 0           | 10          | –                 | 25                       |
| 3                | Dario Cassini e Lucrezia Lando          | Paso doble     | 5           | 5           | 5           | 3           | 2           | –                 | 20                       |

### Quinta puntata
- Data: 5 novembre 2022
- Ballerina per una notte: Wanda Nara
- Svolgimento: Le coppie si sfidano su un ballo preparato precedentemente per ottenere il punteggio più alto possibile per salvarsi. Al termine della serata ci sarà un'eliminazione, sulla base dello spareggio tra le tre coppie ultime in classifica (voto della giuria + votazioni del pubblico tramite i social).

#### Gara di puntata
| Ordine di uscita | Concorrenti                             | Ballo eseguito    | Voto Giuria | Voto Giuria | Voto Giuria | Voto Giuria | Voto Giuria | Punti bonus/malus | Totale punteggio tecnico |
| Ordine di uscita | Concorrenti                             | Ballo eseguito    | Zazzaroni   | Canino      | Smith       | Lucarelli   | Mariotto    | Punti bonus/malus | Totale punteggio tecnico |
| ---------------- | --------------------------------------- | ----------------- | ----------- | ----------- | ----------- | ----------- | ----------- | ----------------- | ------------------------ |
| 4                | Rosanna Banfi e Simone Casula           | Tango             | 10          | 10          | 10          | 9           | 10          | +25 (tesoretto)   | 74                       |
| 9                | Luisella Costamagna e Pasquale La Rocca | Showdance         | 9           | 10          | 10          | 0           | 10          | +25 (tesoretto)   | 64                       |
| 7                | Enrico Montesano e Alessandra Tripoli   | Tango             | 9           | 10          | 10          | 9           | 9           | +10 (bonus)       | 57                       |
| 12               | Ema Stokholma e Angelo Madonia          | Charleston        | 9           | 10          | 10          | 7           | 10          | +10 (bonus)       | 56                       |
| 11               | Gabriel Garko e Giada Lini              | Moderno           | 10          | 10          | 10          | 10          | 10          | –                 | 50                       |
| 10               | Alex Di Giorgio e Moreno Porcu          | Rumba - Freestyle | 8           | 9           | 9           | 6           | 8           | –                 | 40                       |
| 8                | Iva Zanicchi e Samuel Peron             | Slow fox          | 8           | 9           | 7           | 6           | 8           | –                 | 38                       |
| 3                | Alessandro Egger e Tove Villför         | Boogie woogie     | 7           | 7           | 8           | 6           | 8           | –                 | 36                       |
| 5                | Lorenzo Biagiarelli e Anastasia Kuzmina | Moderno           | 7           | 7           | 7           | 6           | 5           | –                 | 32                       |
| 2                | Paola Barale e Roly Maden               | Rumba             | 6           | 5           | 6           | 5           | 8           | -10 (malus)       | 20                       |
| 1                | Dario Cassini e Lucrezia Lando          | Salsa             | 5           | 5           | 4           | 4           | 0           | –                 | 18                       |
| 6                | Giampiero Mughini e Veera Kinnunen      | Tango             | 7           | 5           | 5           | 0           | 8           | -10 (malus)       | 15                       |

#### Spareggio
Si svolge lo spareggio tra le tre coppie ultime in classifica (voto giuria + votazioni del pubblico tramite i social). La coppia meno votata sarà eliminata provvisoriamente e andrà al ripescaggio che si svolgerà nelle prossime puntate. 
| Ordine di uscita | Concorrenti                             | Ballo eseguito | Voto del pubblico | Esito                      |
| ---------------- | --------------------------------------- | -------------- | ----------------- | -------------------------- |
| 1                | Lorenzo Biagiarelli e Anastasia Kuzmina | Salsa          | 56%               | Salvi                      |
| 2                | Dario Cassini e Lucrezia Lando          | Cha cha        | 26%               | Salvi                      |
| 3                | Giampiero Mughini e Veera Kinnunen      | Jive           | 18%               | Eliminati provvisoriamente |

### Sesta puntata
- Data: 12 novembre 2022
- Ballerina per una notte: Giovanna Ralli
- Svolgimento: Le coppie si sfidano su un ballo preparato precedentemente per ottenere il punteggio più alto possibile per salvarsi. Poco prima dell'inizio della serata viene svelato che ci saranno due eliminazioni, sulla base dello spareggio tra le tre coppie ultime in classifica (voto della giuria + votazioni del pubblico tramite i social). La coppia formata da Luisella Castamagna e Pasquale La Rocca non si esibisce e si ritira dalla competizione a causa di un infortunio.

#### Gara di puntata
| Ordine di uscita | Concorrenti                             | Ballo eseguito | Voto Giuria | Voto Giuria | Voto Giuria | Voto Giuria | Voto Giuria | Punti bonus/malus | Totale punteggio tecnico |
| Ordine di uscita | Concorrenti                             | Ballo eseguito | Zazzaroni   | Canino      | Smith       | Lucarelli   | Mariotto    | Punti bonus/malus | Totale punteggio tecnico |
| ---------------- | --------------------------------------- | -------------- | ----------- | ----------- | ----------- | ----------- | ----------- | ----------------- | ------------------------ |
| 4                | Lorenzo Biagiarelli e Anastasia Kuzmina | Tango          | 8           | 7           | 7           | 8           | 8           | +25 (tesoretto)   | 63                       |
| 10               | Gabriel Garko e Giada Lini              | Charleston     | 7           | 7           | 6           | 7           | 8           | +25 (tesoretto)   | 60                       |
| 8                | Alex Di Giorgio e Moreno Porcu          | Paso doble     | 10          | 10          | 10          | 10          | 8           | –                 | 48                       |
| 9                | Alessandro Egger e Tove Villför         | Bachata        | 9           | 9           | 10          | 10          | 10          | –                 | 48                       |
| 6                | Ema Stokholma e Angelo Madonia          | Valzer         | 9           | 10          | 10          | 8           | 10          | –                 | 47                       |
| 5                | Enrico Montesano e Alessandra Tripoli   | Showdance      | 10          | 10          | 9           | 8           | 9           | –                 | 46                       |
| 1                | Rosanna Banfi e Simone Casula           | Jive           | 9           | 9           | 10          | 7           | 10          | –                 | 45                       |
| 7                | Iva Zanicchi e Samuel Peron             | Samba          | 8           | 8           | 7           | 3           | 9           | –                 | 35                       |
| 3                | Paola Barale e Roly Maden               | Salsa          | 6           | 6           | 6           | 4           | 5           | –                 | 27                       |
| 2                | Dario Cassini e Lucrezia Lando          | Moderno        | 5           | 4           | 5           | 3           | 0           | –                 | 17                       |

#### Spareggio
Si svolge lo spareggio tra le tre coppie ultime in classifica (voto giuria + votazioni del pubblico tramite i social). Le due coppie meno votate saranno eliminate provvisoriamente e andranno al ripescaggio che si svolgerà nelle prossime puntate. 
| Ordine di uscita | Concorrenti                    | Ballo eseguito | Voto del pubblico | Esito                      |
| ---------------- | ------------------------------ | -------------- | ----------------- | -------------------------- |
| 1                | Iva Zanicchi e Samuel Peron    | Valzer         | 52%               | Salvi                      |
| 2                | Paola Barale e Roly Maden      | Boogie woogie  | 41%               | Eliminati provvisoriamente |
| 3                | Dario Cassini e Lucrezia Lando | Jive           | 7%                | Eliminati provvisoriamente |

### Settima puntata
- Data: 19 novembre 2022
- Ballerini per una notte: Ricchi e Poveri
- Ospite: Bobby Solo
- Svolgimento: All'inizio della serata le coppie si esibiscono in una prova speciale (polka per i concorrenti uomini e danza del ventre per le concorrenti donne): al termine la presidente di giuria assegnerà poi alle migliori coppie 10 punti, che verranno aggiunti come bonus alla manche successiva, in cui le coppie si sfidano su un ballo preparato precedentemente per ottenere il punteggio più alto possibile per salvarsi. Al termine della serata ci sarà un'eliminazione, sulla base dello spareggio tra le tre coppie ultime in classifica (voto della giuria + votazioni del pubblico tramite i social). La coppia formata da Enrico Montesano e Alessandra Tripoli non si esibisce e lascia la competizione a causa dell’espulsione di Montesano dal programma.[9]

#### Prima manche - Prova speciale
Legenda:
     La coppia ottiene un bonus di +10 punti per la manche successiva
| Ordine di uscita | Concorrenti                             | Ballo eseguito   |
| ---------------- | --------------------------------------- | ---------------- |
| 1                | Alessandro Egger e Tove Villför         | Polka            |
| 2                | Lorenzo Biagiarelli e Anastasia Kuzmina | Polka            |
| 3                | Gabriel Garko e Giada Lini              | Polka            |
| 4                | Alex Di Giorgio e Moreno Porcu          | Polka            |
| Ordine di uscita | Concorrenti                             | Ballo eseguito   |
| 1                | Ema Stokholma e Angelo Madonia          | Danza del ventre |
| 2                | Rosanna Banfi e Simone Casula           | Danza del ventre |
| 3                | Iva Zanicchi e Samuel Peron             | Danza del ventre |

#### Seconda manche - Gara di puntata
| Ordine di uscita | Concorrenti                             | Ballo eseguito | Voto Giuria | Voto Giuria | Voto Giuria | Voto Giuria | Voto Giuria | Punti bonus/malus                    | Totale punteggio tecnico |
| Ordine di uscita | Concorrenti                             | Ballo eseguito | Zazzaroni   | Canino      | Smith       | Lucarelli   | Mariotto    | Punti bonus/malus                    | Totale punteggio tecnico |
| ---------------- | --------------------------------------- | -------------- | ----------- | ----------- | ----------- | ----------- | ----------- | ------------------------------------ | ------------------------ |
| 7                | Gabriel Garko e Giada Lini              | Paso doble     | 10          | 10          | 10          | 9           | 10          | +30 (tesoretto)                      | 79                       |
| 2                | Alessandro Egger e Tove Villför         | Samba          | 6           | 8           | 7           | 6           | 10          | +10 (prova speciale) +30 (tesoretto) | 77                       |
| 4                | Ema Stokholma e Angelo Madonia          | Boogie woogie  | 10          | 10          | 10          | 8           | 9           | +10 (prova speciale)                 | 57                       |
| 6                | Iva Zanicchi e Samuel Peron             | Valzer lento   | 8           | 9           | 9           | 7           | 10          | –                                    | 43                       |
| 5                | Lorenzo Biagiarelli e Anastasia Kuzmina | Samba          | 8           | 9           | 9           | 8           | 8           | –                                    | 42                       |
| 3                | Rosanna Banfi e Simone Casula           | Paso doble     | 6           | 7           | 8           | 5           | 8           | –                                    | 34                       |
| 1                | Alex Di Giorgio e Moreno Porcu          | Jive           | 5           | 6           | 7           | 6           | 7           | –                                    | 31                       |

#### Spareggio
Si svolge lo spareggio tra le tre coppie ultime in classifica (voto giuria + votazioni del pubblico tramite i social). La coppia meno votata sarà eliminata provvisoriamente e andrà al ripescaggio che si svolgerà nelle prossime puntate. 
| Ordine di uscita | Concorrenti                             | Ballo eseguito | Voto del pubblico | Esito                      |
| ---------------- | --------------------------------------- | -------------- | ----------------- | -------------------------- |
| 1                | Lorenzo Biagiarelli e Anastasia Kuzmina | Charleston     | 27%               | Eliminati provvisoriamente |
| 2                | Rosanna Banfi e Simone Casula           | Merengue       | 36%               | Salvi                      |
| 3                | Alex Di Giorgio e Moreno Porcu          | Cha cha        | 37%               | Salvi                      |

### Ottava puntata -Prima semifinale
- Data: 26 novembre 2022
- Ballerini per una notte: Marcell Jacobs con Nicole Daza e Bruno Vespa
- Svolgimento: All'inizio della serata le coppie si esibiscono in una prova speciale a tema: al termine la presidente di giuria assegnerà poi alla migliore coppia 10 punti, che verranno aggiunti come bonus alla manche successiva, in cui le coppie si sfidano su un ballo preparato precedentemente per ottenere il punteggio più alto possibile per salvarsi. Al termine della serata viene svelato che non ci sono eliminazioni: le tre coppie prime in classifica (voto tecnico della giuria + votazioni del pubblico tramite i social) guadagnano un bonus di 10 punti per la puntata successiva.
- Nota: Questa puntata va in onda eccezionalmente dalle ore 22:10 per lasciare spazio alla partita del Campionato mondiale di calcio 2022.

#### Prima manche - Prova speciale
Legenda:
     La coppia ottiene un bonus di +10 punti per la manche successiva
| Ordine di uscita | Concorrenti                     | Tema                   | Ballo eseguito |
| ---------------- | ------------------------------- | ---------------------- | -------------- |
| 1                | Iva Zanicchi e Samuel Peron     | Sister Act             | Boogie         |
| 2                | Rosanna Banfi e Simone Casula   | Mary Poppins           | Charleston     |
| 3                | Alessandro Egger e Tove Villför | Tarzan                 | Samba          |
| 4                | Ema Stokholma e Angelo Madonia  | Biancaneve             | Valzer         |
| 5                | Alex Di Giorgio e Moreno Porcu  | The Blues Brothers     | Boogie woogie  |
| 6                | Gabriel Garko e Giada Lini      | Il fantasma dell'Opera | Paso doble     |

#### Seconda manche - Gara di puntata
Legenda:
     La coppia ottiene un bonus di +10 punti per la puntata successiva
| Ordine di uscita | Concorrenti                     | Ballo eseguito | Voto Giuria | Voto Giuria | Voto Giuria | Voto Giuria | Voto Giuria | Punti bonus/malus     | Totale punteggio tecnico |
| Ordine di uscita | Concorrenti                     | Ballo eseguito | Zazzaroni   | Canino      | Smith       | Lucarelli   | Mariotto    | Punti bonus/malus     | Totale punteggio tecnico |
| ---------------- | ------------------------------- | -------------- | ----------- | ----------- | ----------- | ----------- | ----------- | --------------------- | ------------------------ |
| 1                | Ema Stokholma e Angelo Madonia  | Paso doble     | 9           | 9           | 10          | 6           | 10          | +28 (tesoretto)       | 72                       |
| 3                | Iva Zanicchi e Samuel Peron     | Cha cha        | 7           | 6           | 7           | 4           | 9           | +29 (tesoretto)       | 62                       |
| 4                | Alex Di Giorgio e Moreno Porcu  | Valzer         | 8           | 8           | 10          | 7           | 10          | + 10 (prova speciale) | 53                       |
| 5                | Gabriel Garko e Giada Lini      | Charleston     | 10          | 9           | 10          | 10          | 9           | –                     | 48                       |
| 6                | Alessandro Egger e Tove Villför | Tango          | 9           | 10          | 10          | 8           | 9           | –                     | 46                       |
| 2                | Rosanna Banfi e Simone Casula   | Valzer         | 9           | 9           | 9           | 8           | 10          | –                     | 45                       |

### Nona puntata -Seconda semifinale
- Data: 2 dicembre 2022
- Ballerini per una notte: Sara Simeoni, Cristiano Malgioglio e Zdenek Zeman
- Svolgimento: All'inizio della serata i concorrenti, senza l'ausilio dei loro maestri, si esibiscono in una prova speciale a tema, in cui devono riconoscere il ritmo musicale eseguito dall'orchestra e improvvisare una performance utilizzando un oggetto a loro assegnato: al termine la presidente di giuria assegnerà poi alla migliore coppia 10 punti, che verranno aggiunti come bonus alla manche successiva, in cui le coppie si sfidano su un ballo preparato precedentemente per ottenere il punteggio più alto possibile per salvarsi. Al termine della serata viene svelato che ci saranno due eliminazioni, sulla base dello spareggio tra le tre coppie ultime in classifica (voto della giuria + votazioni del pubblico tramite i social).
- Nota 1: Questa puntata va in onda eccezionalmente di venerdì dalle ore 22:10 per lasciare spazio alla partita del Campionato mondiale di calcio 2022.
- Nota 2: Durante la trasmissione, è stato effettuato un collegamento con gli studi de Il circolo dei Mondiali, in quanto Sara Simeoni è stata "ballerina per una notte".

#### Prima manche - Prova speciale
Legenda:
     La coppia ottiene un bonus di +10 punti per la manche successiva
| Ordine di uscita | Concorrenti      | Oggetto da utilizzare     | Ballo da riconoscere e improvvisare |
| ---------------- | ---------------- | ------------------------- | ----------------------------------- |
| 1                | Gabriel Garko    | Bastone + cappello        | Charleston                          |
| 2                | Alessandro Egger | Monopattino               | Boogie woogie                       |
| 3                | Rosanna Banfi    | Pon pon                   | Merengue                            |
| 4                | Ema Stokholma    | Hula Hoop                 | Boogie woogie                       |
| 5                | Iva Zanicchi     | Manichino di Samuel Peron | Valzer                              |
| 6                | Alex Di Giorgio  | Maracas                   | Samba                               |

#### Seconda manche - Gara di puntata
| Ordine di uscita | Concorrenti                     | Ballo eseguito | Voto Giuria | Voto Giuria | Voto Giuria | Voto Giuria | Voto Giuria | Punti bonus/malus           | Totale punteggio tecnico |
| Ordine di uscita | Concorrenti                     | Ballo eseguito | Zazzaroni   | Canino      | Smith       | Lucarelli   | Mariotto    | Punti bonus/malus           | Totale punteggio tecnico |
| ---------------- | ------------------------------- | -------------- | ----------- | ----------- | ----------- | ----------- | ----------- | --------------------------- | ------------------------ |
| 6                | Alex Di Giorgio e Moreno Porcu  | Freestyle      | 10          | 9           | 10          | 8           | 10          | +10 (bonus) +35 (tesoretto) | 92                       |
| 4                | Gabriel Garko e Giada Lini      | Freestyle      | 9           | 10          | 10          | 8           | 9           | +10 (bonus) +35 (tesoretto) | 91                       |
| 3                | Alessandro Egger e Tove Villför | Freestyle      | 10          | 8           | 10          | 9           | 10          | +10 (prova speciale)        | 57                       |
| 1                | Rosanna Banfi e Simone Casula   | Freestyle      | 9           | 10          | 10          | 8           | 10          | –                           | 47                       |
| 5                | Ema Stokholma e Angelo Madonia  | Freestyle      | 8           | 7           | 8           | 5           | 5           | +10 (bonus)                 | 43                       |
| 2                | Iva Zanicchi e Samuel Peron     | Freestyle      | 7           | 7           | 7           | 3           | 8           | –                           | 32                       |

#### Spareggio
Si svolge lo spareggio tra le tre coppie ultime in classifica (voto giuria + votazioni del pubblico tramite i social). La coppia più votata accederà alla finale, le altre due saranno eliminate provvisoriamente e andranno al ripescaggio che si svolgerà nella prossima puntata. Tuttavia, la coppia Rosanna Banfi-Simone Casula viene salvata grazie al "salvacondotto" di Simone Di Pasquale, mentre la coppia Iva Zanicchi-Samuel Peron viene salvata grazie a quello di Sara Di Vaira; le coppie salvate in questo modo accedono quindi alla puntata successiva, ma partendo da un malus di -20 punti. 
| Ordine di uscita | Concorrenti                     | Ballo eseguito | Voto del pubblico | Esito                                                         |
| ---------------- | ------------------------------- | -------------- | ----------------- | ------------------------------------------------------------- |
| 1                | Alessandro Egger e Tove Villför | Merengue       | 50%               | Salvi                                                         |
| 2                | Rosanna Banfi e Simone Casula   | Bachata        | 36%               | Eliminati provvisoriamente, salvati grazie al "salvacondotto" |
| 3                | Iva Zanicchi e Samuel Peron     | Tango          | 14%               | Eliminati provvisoriamente, salvati grazie al "salvacondotto" |

### Decima puntata -Prima finale e ripescaggio
- Data: 17 dicembre 2022

- Ballerini per una notte: Valeria Fabrizi e il cast de Il paradiso delle signore[N 3]
- Ospite: Francesca Chillemi[N 4]
- Svolgimento: All'inizio della serata i concorrenti finalisti devono cimentarsi in un ballo con il loro insegnante impersonando una coppia di personaggi del mondo del cinema, della letteratura o dei cartoni animati; si prosegue poi con una prova a sorpresa, in cui i concorrenti danzeranno con un parente. Parallelamente si svolge una manche di ripescaggio, in cui si esibiscono le coppie finora eliminate, di cui una rientrerà in gara e si aggiungerà alle altre sei nella finalissima della puntata successiva.

#### Prima manche - Prova speciale
| Ordine di uscita | Concorrenti                     | Coppia da interpretare         | Ballo eseguito | Voto Giuria | Voto Giuria | Voto Giuria | Voto Giuria | Voto Giuria | Punti bonus/malus                          | Totale punteggio tecnico |
| Ordine di uscita | Concorrenti                     | Coppia da interpretare         | Ballo eseguito | Zazzaroni   | Canino      | Smith       | Lucarelli   | Mariotto    | Punti bonus/malus                          | Totale punteggio tecnico |
| ---------------- | ------------------------------- | ------------------------------ | -------------- | ----------- | ----------- | ----------- | ----------- | ----------- | ------------------------------------------ | ------------------------ |
| 4                | Ema Stokholma e Angelo Madonia  | Noodles e Deborah              | Contemporaneo  | 10          | 10          | 10          | 8           | 9           | -                                          | 47                       |
| 5                | Alex Di Giorgio e Moreno Porcu  | Bud Spencer e Terence Hill     | Moderno        | 6           | 5           | 7           | 6           | 8           | +10 (prova a sopresa)                      | 42                       |
| 2                | Alessandro Egger e Tove Villför | Giulietta e Romeo              | Rumba          | 9           | 7           | 9           | 8           | 7           | -                                          | 40                       |
| 3                | Iva Zanicchi e Samuel Peron     | Rossella O'Hara e Rhett Butler | Valzer         | 7           | 6           | 7           | 4           | 8           | -20 (salvacondotto) +10 (prova a sorpresa) | 22                       |
| 6                | Gabriel Garko e Giada Lini      | Rocky e Adriana                | Paso doble     | 2           | 3           | 5           | 0           | 10          | -                                          | 20                       |
| 1                | Rosanna Banfi e Simone Casula   | Fred e Wilma Flintstones       | Showdance      | 8           | 8           | 9           | 7           | 5           | -20 (salvacondotto)                        | 17                       |

#### Seconda manche - Ripescaggio
I concorrenti eliminati nelle precedenti puntate si sfidano per cercare di rientrare in gara. Le due coppie prime in classifica (voto giuria + votazioni del pubblico tramite i social) accederanno allo spareggio finale, le altre sono eliminate definitivamente. La coppia formata da Paola Barale e Roly Maden non prende parte al ripescaggio e si ritira dalla competizione.
Legenda:
     La coppia accede allo spareggio finale
     La coppia è definitivamente eliminata
| Ordine di uscita | Concorrenti                             | Ballo eseguito | Voto Giuria | Voto Giuria | Voto Giuria | Voto Giuria | Voto Giuria | Punti bonus     | Totale punteggio tecnico |
| Ordine di uscita | Concorrenti                             | Ballo eseguito | Zazzaroni   | Canino      | Smith       | Lucarelli   | Mariotto    | Punti bonus     | Totale punteggio tecnico |
| ---------------- | --------------------------------------- | -------------- | ----------- | ----------- | ----------- | ----------- | ----------- | --------------- | ------------------------ |
| 5                | Luisella Costamagna e Pasquale La Rocca | Paso doble     | 10          | 10          | 10          | 9           | 10          | +30 (tesoretto) | 79                       |
| 4                | Lorenzo Biagiarelli e Anastasia Kuzmina | Valzer         | 9           | 8           | 9           | 7           | 8           | +30 (tesoretto) | 71                       |
| 3                | Marta Flavi e Luca Urso                 | Rumba          | 8           | 8           | 8           | 7           | 10          | -               | 41                       |
| 2                | Giampiero Mughini e Veera Kinnunen      | Cha cha        | 6           | 5           | 6           | 6           | 8           | -               | 31                       |
| 1                | Dario Cassini e Lucrezia Lando          | Valzer         | 6           | 6           | 7           | 6           | 5           | -               | 30                       |

#### Terza manche - Prova a sorpresa
I concorrenti finalisti, dopo aver ballato qualche secondo con i loro maestri, ballano a sorpresa con un parente; i tribuni assegnano un bonus di 20 punti alla coppia ritenuta migliore, da dividere in due in caso in cui venissero scelte due coppie (come in tal caso).
Legenda:
     La coppia ottiene un bonus di +10 punti
| Ordine di uscita | Concorrenti      | Partner a sorpresa                                   |
| ---------------- | ---------------- | ---------------------------------------------------- |
| 1                | Rosanna Banfi    | il marito Fabio                                      |
| 2                | Alessandro Egger | la nonna Jasminka                                    |
| 3                | Iva Zanicchi     | il marito Fausto e la nipote Virginia                |
| 4                | Ema Stokholma    | il fratello Gwendal                                  |
| 5                | Alex Di Giorgio  | il papà Sergio                                       |
| 6                | Gabriel Garko    | le sorelle Nadia, Sonia e Laura e la nipote Cristina |

#### Spareggio
Si svolge lo spareggio tra le due coppie prime in classifica della manche di ripescaggio (voto giuria + votazioni del pubblico tramite i social). La coppia più votata rientrerà in gara e guadagnerà l'accesso alla finalissima, l'altra sarà eliminata definitivamente.
| Ordine di uscita | Concorrenti                             | Ballo eseguito | Voto del pubblico | Esito                     |
| ---------------- | --------------------------------------- | -------------- | ----------------- | ------------------------- |
| 1                | Luisella Costamagna e Pasquale La Rocca | Swing          | 62%               | Ripescati                 |
| 2                | Lorenzo Biagiarelli e Anastasia Kuzmina | Cha cha        | 38%               | Eliminati definitivamente |

#### Punteggi bonus per laFinalissima
Al termine della serata i concorrenti finalisti ottengono un bonus per la finalissima che va da +30 punti a +5 punti in base alla loro posizione nella classifica combinata (voto giuria + votazioni del pubblico tramite i social). La coppia Luisella Costamagna-Pasquale La Rocca, appena ripescata, non ottiene invece alcun bonus. 
| Posizione in classifica | Concorrenti                             | Punteggio bonus |
| ----------------------- | --------------------------------------- | --------------- |
| 1                       | Ema Stokholma e Angelo Madonia          | +30             |
| 2                       | Alessandro Egger e Tove Villför         | +25             |
| 3                       | Alex Di Giorgio e Moreno Porcu          | +20             |
| 4                       | Gabriel Garko e Giada Lini              | +15             |
| 5                       | Iva Zanicchi e Samuel Peron             | +10             |
| 6                       | Rosanna Banfi e Simone Casula           | +5              |
| -                       | Luisella Costamagna e Pasquale La Rocca | 0               |

### Undicesima puntata -Finalissima
- Data: 23 dicembre 2022
- Ospiti: Riccardo Cocciante, Serena Bortone
- Nota: La coppia formata da Gabriel Garko e Giada Lini non si esibisce e si ritira dalla competizione a causa di un infortunio.[8]

#### Prima manche - Gara di puntata
| Ordine di uscita | Concorrenti                             | Ballo eseguito  | Voto Giuria | Voto Giuria | Voto Giuria | Voto Giuria | Voto Giuria | Punti bonus/malus | Totale punteggio tecnico |
| Ordine di uscita | Concorrenti                             | Ballo eseguito  | Zazzaroni   | Canino      | Smith       | Lucarelli   | Mariotto    | Punti bonus/malus | Totale punteggio tecnico |
| ---------------- | --------------------------------------- | --------------- | ----------- | ----------- | ----------- | ----------- | ----------- | ----------------- | ------------------------ |
| 3                | Alessandro Egger e Tove Villför         | Valzer          | 9           | 9           | 8           | 10          | 10          | +25 (bonus)       | 71                       |
| 1                | Ema Stokholma e Angelo Madonia          | Quickstep       | 8           | 9           | 8           | 6           | 9           | +30 (bonus)       | 70                       |
| 5                | Alex Di Giorgio e Moreno Porcu          | Bachata         | 9           | 10          | 10          | 8           | 7           | +20 (bonus)       | 64                       |
| 4                | Rosanna Banfi e Simone Casula           | Quickstep       | 10          | 10          | 10          | 8           | 9           | +5 (bonus)        | 52                       |
| 2                | Luisella Costamagna e Pasquale La Rocca | Tango argentino | 10          | 10          | 10          | 7           | 10          | -                 | 47                       |
| 6                | Iva Zanicchi e Samuel Peron             | Paso doble      | 7           | 7           | 7           | 0           | 10          | +10 (bonus)       | 41                       |

#### Classifica combinata
Al termine della prima manche viene stilata la classifica combinata (voto giuria + votazioni del pubblico tramite i social) e sulla base della posizione di ogni concorrente verranno formate le sfide nella manche successiva.
| Posizione in classifica | Concorrenti                             | Punteggio combinato |
| ----------------------- | --------------------------------------- | ------------------- |
| 1                       | Ema Stokholma e Angelo Madonia          | 11                  |
| 2                       | Alessandro Egger e Tove Villför         | 10                  |
| 3                       | Alex Di Giorgio e Moreno Porcu          | 7                   |
| 3                       | Luisella Costamagna e Pasquale La Rocca | 7                   |
| 5                       | Rosanna Banfi e Simone Casula           | 5                   |
| 6                       | Iva Zanicchi e Samuel Peron             | 2                   |

#### Seconda manche - Sfide
Le sei coppie in gara si esibiscono con i loro cavalli di battaglia in tre sfide ad eliminazione diretta; le tre coppie che ottengono il punteggio più basso (preferenza della giuria + voto del pubblico) vengono eliminate e si classificano al quarto posto a pari merito nella classifica finale mentre le tre vincenti accedono alla finale a tre. In base alla classifica combinata sopra riportata, le sfide vengono così composte: la coppia prima in classifica si scontra con la sesta, la seconda con la quinta e le due entrambe terze si scontrano tra loro. 
| Ordine di uscita | Concorrenti                             | Ballo Cavallo di battaglia | Voto Giuria | Voto Giuria | Voto Giuria | Voto Giuria | Voto Giuria | Esito sfida per la Giuria | Esito Giuria + Voto del pubblico | Risultato                   |
| Ordine di uscita | Concorrenti                             | Ballo Cavallo di battaglia | Zazzaroni   | Canino      | Smith       | Lucarelli   | Mariotto    | Esito sfida per la Giuria | Esito Giuria + Voto del pubblico | Risultato                   |
| ---------------- | --------------------------------------- | -------------------------- | ----------- | ----------- | ----------- | ----------- | ----------- | ------------------------- | -------------------------------- | --------------------------- |
| 1                | Ema Stokholma e Angelo Madonia          | Samba                      |             |             |             |             |             | 4                         | 76%                              | Accedono alla finale a tre  |
| 2                | Iva Zanicchi e Samuel Peron             | Valzer                     |             |             |             |             |             | 1                         | 24%                              | Quarti classificati         |
|                  |                                         |                            |             |             |             |             |             |                           |                                  |                             |
| 3                | Alessandro Egger e Tove Villför         | Contemporaneo              |             |             |             |             |             | 2                         | 58%                              | Accedono alla finale a tre  |
| 4                | Rosanna Banfi e Simone Casula           | Tango                      |             |             |             |             |             | 3                         | 42%                              | Quarti classificati         |
|                  |                                         |                            |             |             |             |             |             |                           |                                  |                             |
| 5                | Alex Di Giorgio e Moreno Porcu          | Paso doble                 |             |             |             |             |             | 1                         | 49%                              | Quarti classificati         |
| 6                | Luisella Costamagna e Pasquale La Rocca | Paso doble                 |             |             |             |             |             | 4                         | 51%                              | Accendono alla finale a tre |

#### Terza manche - Finale a tre
Le tre coppie rimaste in gara si sfidano esibendosi con un secondo cavallo di battaglia; la coppia che ottiene il punteggio più basso viene eliminata e si classifica al terzo posto nella classifica finale mentre le altre due accedono al ring finale. Al voto del pubblico viene aggiunto, tramite scrutinio segreto, quello dei giurati, dell'opinionista e dei tribuni.
| Ordine di uscita | Concorrenti                             | Ballo Cavallo di battaglia | Voto Giuria + Tribuni + Opinionista | Voto Giuria + Tribuni + Opinionista | Voto Giuria + Tribuni + Opinionista | Voto Giuria + Tribuni + Opinionista | Voto Giuria + Tribuni + Opinionista | Voto Giuria + Tribuni + Opinionista | Voto Giuria + Tribuni + Opinionista | Voto Giuria + Tribuni + Opinionista | Voto Giuria + Tribuni + Opinionista | Totale punteggio tecnico | Punteggio totale | Esito                   |
| Ordine di uscita | Concorrenti                             | Ballo Cavallo di battaglia | Zazzaroni                           | Canino                              | Smith                               | Lucarelli                           | Mariotto                            | Matano                              | Erra                                | Di Pasquale                         | Di Vaira                            | Totale punteggio tecnico | Punteggio totale | Esito                   |
| ---------------- | --------------------------------------- | -------------------------- | ----------------------------------- | ----------------------------------- | ----------------------------------- | ----------------------------------- | ----------------------------------- | ----------------------------------- | ----------------------------------- | ----------------------------------- | ----------------------------------- | ------------------------ | ---------------- | ----------------------- |
| 3                | Luisella Costamagna e Pasquale La Rocca | Showdance                  | 2500                                | 2500                                | 5000                                |                                     | 2500                                |                                     | 2000                                | 4000                                | 4000                                | 22500                    | 35,7%            | Accedono al ring finale |
| 2                | Alessandro Egger e Tove Villför         | Tango                      |                                     |                                     |                                     | 2500                                |                                     |                                     |                                     |                                     |                                     | 2500                     | 35,2%            | Accedono al ring finale |
| 1                | Ema Stokholma e Angelo Madonia          | Valzer                     |                                     |                                     |                                     |                                     |                                     | 2000                                |                                     |                                     |                                     | 2000                     | 29,1%            | Terzi classificati      |

#### Ring finale
Le due coppie rimaste in gara si sfidano per contendersi il primo posto, ballando tre stili diversi sorteggiati sul momento. Al voto del pubblico viene aggiunto, tramite scrutinio segreto, quello dei giurati, dell'opinionista e dei tribuni. 
| Ordine di uscita | Concorrenti                             | Stili di danza | Stili di danza | Stili di danza | Voto Giuria + Tribuni + Opinionista | Voto Giuria + Tribuni + Opinionista | Voto Giuria + Tribuni + Opinionista | Voto Giuria + Tribuni + Opinionista | Voto Giuria + Tribuni + Opinionista | Voto Giuria + Tribuni + Opinionista | Voto Giuria + Tribuni + Opinionista | Voto Giuria + Tribuni + Opinionista | Voto Giuria + Tribuni + Opinionista | Totale punteggio tecnico | Punteggio totale | Esito                |
| Ordine di uscita | Concorrenti                             | Stili di danza | Stili di danza | Stili di danza | Zazzaroni                           | Canino                              | Smith                               | Lucarelli                           | Mariotto                            | Matano                              | Erra                                | Di Pasquale                         | Di Vaira                            | Totale punteggio tecnico | Punteggio totale | Esito                |
| ---------------- | --------------------------------------- | -------------- | -------------- | -------------- | ----------------------------------- | ----------------------------------- | ----------------------------------- | ----------------------------------- | ----------------------------------- | ----------------------------------- | ----------------------------------- | ----------------------------------- | ----------------------------------- | ------------------------ | ---------------- | -------------------- |
| 1                | Alessandro Egger e Tove Villför         | Boogie woogie  | Bachata        | Paso doble     |                                     |                                     |                                     | 2500                                |                                     |                                     |                                     |                                     |                                     | 2500                     | 43%              | Secondi classificati |
| 2                | Luisella Costamagna e Pasquale La Rocca | Swing          | Bachata        | Valzer         | 2500                                | 2500                                | 5000                                |                                     | 2500                                | 2000                                | 2000                                | 4000                                | 4000                                | 24500                    | 57%              | Vincitori            |

#### Altri premi consegnati
- Premio speciale della Giuria: Gabriel Garko e Giada Lini.
- Premio "Paolo Rossi" per l'esibizione più emozionante: Gabriel Garko e Giada Lini.
- Premio "Aiello" per il maggior numero di spareggi disputati: Dario Cassini e Lucrezia Lando.

## Ballerini per una notte
| Puntata                    | Ospite                               | Attività                                                                        | Ballerino/a/e/i                                                                                       | Ballo         | Punteggio | Punteggio | Assegnatari tesoretto                              |
| -------------------------- | ------------------------------------ | ------------------------------------------------------------------------------- | --- | ------------- | --------- | --------- | -------------------------------------------------- |
| 1ª                         | Carlotta Mantovan                    | Conduttrice televisiva                                                          | Luca Favilla                                                                                          | Salsa         | 50        | 50        | 25 punti a Giampiero Mughini e Veera Kinnunen      |
| 1ª                         | Carlotta Mantovan                    | Conduttrice televisiva                                                          | Luca Favilla                                                                                          | Salsa         | 50        | 50        | 25 punti a Iva Zanicchi e Samuel Peron             |
| 2ª                         | Massimiliano Gallo                   | Attore                                                                          | Rebecca Gabrielli                                                                                     | Boogie woogie | 30        | 30        | 30 punti a Giampiero Mughini e Veera Kinnunen      |
| 3ª                         | Simona Izzo e Ricky Tognazzi         | Attori e registi                                                                | Maria Ermachkova e Luca Favilla                                                                       | Valzer        | 48        | 48        | 24 punti a Dario Cassini e Lucrezia Lando          |
| 3ª                         | Simona Izzo e Ricky Tognazzi         | Attori e registi                                                                | Maria Ermachkova e Luca Favilla                                                                       | Valzer        | 48        | 48        | 24 punti a Paola Barale e Roly Maden               |
| 4ª                         | Paola Perego                         | Conduttrice televisiva                                                          | Luca Favilla                                                                                          | Tango         | 50        | 60        | 30 punti a Iva Zanicchi e Samuel Peron             |
| 4ª                         | Nino Frassica e Maurizio Ferrini     | Comici e attori                                                                 | Maria Ermachkova e Luca Favilla                                                                       | Valzer        | 10        | 60        | 30 punti a Enrico Montesano e Alessandra Tripoli   |
| 5ª                         | Wanda Nara                           | Showgirl                                                                        | Antonio Berardi                                                                                       | Bachata       | 50        | 50        | 25 punti a Luisella Costamagna e Pasquale La Rocca |
| 5ª                         | Wanda Nara                           | Showgirl                                                                        | Antonio Berardi                                                                                       | Bachata       | 50        | 50        | 25 punti a Rosanna Banfi e Simone Casula           |
| 6ª                         | Giovanna Ralli                       | Attrice                                                                         | Simone Di Pasquale                                                                                    | Tango         | 50        | 50        | 25 punti a Gabriel Garko e Giada Lini              |
| 6ª                         | Giovanna Ralli                       | Attrice                                                                         | Simone Di Pasquale                                                                                    | Tango         | 50        | 50        | 25 punti a Lorenzo Biagiarelli e Anastasia Kuzmina |
| 7ª                         | Ricchi e Poveri                      | Cantanti                                                                        | Roly Maden e Veera Kinnunen                                                                           | Salsa         | 50        | 60        | 30 punti a Alessandro Egger e Tove Villför         |
| 7ª                         | Ricchi e Poveri                      | Cantanti                                                                        | Roly Maden e Veera Kinnunen                                                                           | Salsa         | 10        | 60        | 30 punti a Gabriel Garko e Giada Lini              |
| Prima semifinale           | Marcell Jacobs e Nicole Daza         | Velocista e influencer                                                          | Alessandra Tripoli, Veera Kinnunen, Lucrezia Lando e Anastasia Kuzmina                                | Medley        | 47        | 57        | 29 punti a Iva Zanicchi e Samuel Peron             |
| Prima semifinale           | Bruno Vespa                          | Giornalista, conduttore e autore televisivo, conduttore radiofonico e scrittore | Alessandra Tripoli, Veera Kinnunen, Lucrezia Lando e Anastasia Kuzmina, Roly Maden, Pasquale La Rocca | Valzer        | 10        | 57        | 28 punti a Ema Stokholma e Angelo Madonia          |
| Seconda semifinale         | Sara Simeoni                         | Ex altista                                                                      | Luca Favilla                                                                                          | Bachata       | 50        | 70        | 35 punti a Gabriel Garko e Giada Lini              |
| Seconda semifinale         | Cristiano Malgioglio                 | Cantautore, paroliere e personaggio televisivo                                  | Alessandra Tripoli, Veera Kinnunen, Lucrezia Lando, Anastasia Kuzmina, Roly Maden, Pasquale La Rocca  | Salsa         | 10        | 70        | 35 punti a Gabriel Garko e Giada Lini              |
| Seconda semifinale         | Zdenek Zeman                         | Allenatore di calcio                                                            | Alessandra Tripoli, Veera Kinnunen, Lucrezia Lando, Anastasia Kuzmina, Roly Maden, Pasquale La Rocca  | Valzer        | 10        | 70        | 35 punti a Alex Di Giorgio e Moreno Porcu          |
| Prima finale e ripescaggio | Valeria Fabrizi                      | Attrice                                                                         | Luca Favilla                                                                                          | Cha cha       | 50        | 60        | 30 punti a Luisella Costamagna e Pasquale La Rocca |
| Prima finale e ripescaggio | Il cast de Il Paradiso delle signore | Attori                                                                          | Alessandra Tripoli, Veera Kinnunen, Lucrezia Lando, Anastasia Kuzmina, Roly Maden, Pasquale La Rocca  | Medley        | 10        | 60        | 30 punti a Lorenzo Biagiarelli e Anastasia Kuzmina |

## Ascolti
| Puntata                    | Messa in onda    | Ballando... Tutti in pista | Ballando... Tutti in pista | Ballando con le stelle | Ballando con le stelle | Fonte  | Totale puntata | Totale puntata |
| Puntata                    | Messa in onda    | Telespettatori             | Share                      | Telespettatori         | Share                  | Fonte  | Telespettatori | Share          |
| -------------------------- | ---------------- | -------------------------- | -------------------------- | ---------------------- | ---------------------- | ------ | -------------- | -------------- |
| 1                          | 8 ottobre 2022   | 3 686 000                  | 20,70%                     | 3 476 000              | 24,30%                 | [ 11 ] | 3 502 000      | 23,85%         |
| 2                          | 15 ottobre 2022  | 3 699 000                  | 20,20%                     | 3 622 000              | 25,00%                 | [ 12 ] | 3 632 000      | 24,40%         |
| 3                          | 22 ottobre 2022  | 4 057 000                  | 21,90%                     | 3 723 000              | 25,60%                 | [ 13 ] | 3 765 000      | 25,14%         |
| 4                          | 29 ottobre 2022  | 4 017 000                  | 22,00%                     | 3 439 000              | 23,80%                 | [ 14 ] | 3 511 000      | 23,58%         |
| 5                          | 5 novembre 2022  | 4 117 000                  | 21,50%                     | 3 782 000              | 25,10%                 | [ 15 ] | 3 824 000      | 24,65%         |
| 6                          | 12 novembre 2022 | 4 411 000                  | 23,20%                     | 3 814 000              | 26,10%                 | [ 16 ] | 3 889 000      | 25,74%         |
| 7                          | 19 novembre 2022 | 4 612 000                  | 23,80%                     | 3 817 000              | 25,20%                 | [ 17 ] | 3 916 000      | 25,03%         |
| Prima semifinale           | 26 novembre 2022 | 4 178 000                  | 24,60%                     | 3 504 000              | 34,00%                 | [ 18 ] | 3 616 000      | 32,43%         |
| Seconda semifinale         | 2 dicembre 2022  | 3 201 000                  | 17,40%                     | 2 576 000              | 25,90%                 | [ 19 ] | 2 680 000      | 24,48%         |
| Prima finale e ripescaggio | 17 dicembre 2022 | 4 178 000                  | 22,50%                     | 3 465 000              | 26,10%                 | [ 20 ] | 3 554 000      | 25,65%         |
| Finalissima                | 23 dicembre 2022 | 4 073 000                  | 20,90%                     | 3 987 000              | 30,10%                 | [ 21 ] | 3 998 000      | 28,95%         |
| Media                      | Media            | 4 021 000                  | 21,70%                     | 3 564 000              | 26,47%                 |        | 3 626 000      | 25,81%         |

### Annotazioni
1. ↑  Sostituito da Luca Urso  nella decima puntata.
2. 1 2  Nei panni della Signora Emma Coriandoli.
3. 1 2  Emanuel Caserio, Pietro Masotti, Pietro Genuardi, Massimo Poggio, Clara Danese, Chiara Russo, Lucrezia Massari e Valentina Bartolo.
4. ↑  In collegamento video
5. ↑  Sostituisce Simone Arena per la serata.
6. ↑  I dieci punti sono attribuiti all'esibizione di Bobby Solo, in qualità di ospite e non di "ballerino per una notte".
7. ↑  Anteprima in onda dalle 20:45 alle 21:15 circa dalla prima alla settima puntata, nella decima e nell'undicesima e dalle 22:10 alle 22:40 circa nell'ottava e nona puntata.

### Fonti
1. ↑   Mario Manca, Ballando con le Stelle 2022 e il cast «più super» che ci sia, su Vanity Fair, 6 ottobre 2022. URL consultato il 7 ottobre 2022.
2. ↑   Roberto Mallò, Ballando con le Stelle 2022: i nuovi maestri, su davidemaggio.it, 26 agosto 2022. URL consultato il 23 settembre 2022.
3. ↑   Patrizio Marino, Ballando con le stelle 2022: Milly Carlucci svela il cast ufficiale del programma, su Movieplayer.it, 6 settembre 2022. URL consultato il 7 settembre 2022.
4. ↑   Roberto Mallò, Ballando con le Stelle 2022: Sara Di Vaira e Simone Di Pasquale ripescano gli eliminati, su DavideMaggio.it, 6 ottobre 2022. URL consultato il 7 ottobre 2022.
5. ↑   Condé Nast, Ballando con le Stelle 2022: Alex Di Giorgio ballerà con un uomo, su Vanity Fair Italia, 22 settembre 2022. URL consultato il 22 settembre 2022.
6. ↑   «Ballando con le Stelle» cambia programmazione per colpa dei Mondiali, su Corriere della Sera, 26 novembre 2022. URL consultato il 28 novembre 2022.
7. ↑   Niccolò Fabbri, Ballando segreto, da domani Ballando con le Stelle sbarca su RaiPlay con contenuti inediti, su tvblog.it, 22 settembre 2022. URL consultato il 23 settembre 2022.
8. 1 2   Mattia Buonocore, BOOM! Gabriel Garko si ritira da Ballando con le Stelle, su davidemaggio.it. URL consultato il 23 dicembre 2022.
9. 1 2   Rai: inaccettabile la scelta compiuta da Montesano, su rai.it. URL consultato il 13 novembre 2022.
10. 1 2 3 4   Ballando con le Stelle: Luisella Costamagna vincitrice solo per la giuria, Ema Stokholma sempre in testa sui social (tranne la prima puntata vinta da Biagiarelli), su davidemaggio.it.
11. ↑   Ascolti TV | Sabato 8 ottobre 2022. Ballando con le Stelle parte forte (24.3% – Tutti in Pista 20.7%) ma vince Tú Sí Que Vales (25.9%). TV Talk con Davide Maggio 6.6%, su davidemaggio.it.
12. ↑   Ascolti TV | Sabato 15 ottobre 2022. In crescita sia Tú Sí Que Vales (4 mln – 27.9%) che Ballando (3,6 mln – 25%). Rai2%: Pardo parte male. Record Linea Verde Life (21.1%), su davidemaggio.it.
13. ↑   Ascolti TV | Sabato 22 ottobre 2022. Ballando continua a salire (3,72 mln – 25.6%) e tallona Tú Sí Que Vales (3,88 mln – 26.8%). Giuramento Governo Meloni: Rai1 30.7%, La7 8.2%, Rete4 3.2%, su davidemaggio.it.
14. ↑   Ascolti TV | Sabato 29 ottobre 2022. Tú Sí Que Vales cresce (4,19 mln – 28.6%) e allunga su Ballando (3,43 mln – 23.8%), su davidemaggio.it.
15. ↑   Ascolti TV | Sabato 5 novembre 2022. Tú Sí Que Vales vola al 29% (4,4 mln), Ballando tiene botta al 25.1% (3,8 mln), su davidemaggio.it.
16. ↑   Ascolti TV | Sabato 12 novembre 2022. Ballando sale al 26.1% (3,8 mln) e agguanta Tú Sí Que Vales (26.5% - 3,8 mln), su davidemaggio.it.
17. ↑   Ascolti TV | Sabato 19 Novembre 2022. Tu si que vales chiude in bellezza (4 mln – 28.9%), Ballando al 25.2% (3,8 mln). Il Teatro diretto da Sorrentino 3.1%, su davidemaggio.it.
18. ↑   Ascolti TV | Sabato 26 novembre 2022. Argentina Messico 31.6% (6,3 mln), Ballando con le Stelle da record nel nuovo orario (34% – 3,5 mln), su davidemaggio.it.
19. ↑   Ascolti TV | Venerdì 2 dicembre 2022. Ballando domina (17.4% e 25.9%) dopo Camerun-Brasile (22.8%), su davidemaggio.it.
20. ↑   Ascolti TV | Sabato 17 dicembre 2022. Ballando (26.1%) strapazza il GF Vip (16.3%). Al pomeriggio Croazia-Marocco al 39.5%, su davidemaggio.it.
21. ↑   Ascolti TV | Venerdì 23 dicembre 2022. Ballando chiude in gloria (30.1%), Mamma ho perso l’aereo (10%) sopra Canale 5 (9.7%), su davidemaggio.it.